# 亮魣
亮魣為輻鰭魚綱鱸形目鯖亞目金梭魚科的其中一種，分布於中東太平洋的加利福尼亞灣海域，體長可達70公分，棲息在沿岸水域，屬肉食性，可做為食用魚及遊釣魚，具利齒，易造成創傷。